# الحاصدة الوحيدة
الحاصدة الوحيدة هي قصيدة غنائية قصصيّة للشاعر الإنجليزي الرومانسي ويليام وردزوورث، كما أنها واحدة من أشهر أعماله. استلهم الشاعرُ قصيدته من فترة إقامته هو وأخته دورثي بقرية ستراثيري في أبرشية بلقيدر في اسكتلندا في أيلول/سبتمبر من عام 1803. كانت كلمات أغنية الحاصدة غامضة لدى المتحدث، لذا كان اهتمامه مصبوبًا على النغمة وجمال التعبير والمُزاج السعيد الذي خلقته تلك الأغنية بداخله.
تُبرز هذه القصيدة جمال الموسيقى وجمال تعبيرها الانسيابي والفيضان التلقائي للمشاعر التي يستعيدها الشاعر في حال السكينة والهدوء والتي أدركها ووردزوورث في قلب الشعر. يأمرُ أو بالأحرى يطلبُ الشاعر في قلبِ القصيدة من المستمعين ملاحظة شابّة عذراء تحصد وتغنّي لنفسها؛ يقول الشاعر أنه على من يمرّ بالجوار إما أن يتوقف أو يمضي بهدوء لكيلا يقاطعها.
في هذه القصيدة، يتحدث الشاعر عن فتاة التّل، وهي بمفردها وحيدةً في الحقل؛ تغنّي لحنًا حزينًا ذو صدًى يملأ الوادي العميق، بينما تحصد المحاصيل. يقولُ الشاعر أيضًا إن غناءها كانَ الصوت الوحيد الذي كسر الصمت في مجموعة جُزر هبريدس قبالة ساحل اسكتلندا. لا يملكُ الشاعر أدنى فكرة عن معنى تلك الأغنية أو ما إذا كانت تملك عنوانًا حتّى؛ فلم يحصل على إجابة، مما جعله يُخمّن أنها تدور حول حربٍ قديمة أو أمر دنيوي أو حتى عن معاناة خاضتها وقد تخوضها مجددا. يستسلمُ الشاعر أخيرًا لحقيقة أنه قد لا يعرف أبدًا عنوان أغنيتها غير المنتهية؛ بل أن جمالها قد أثّر في قلب الشاعر وتملَّكه وكأنه يسمعها رغم غيابها. في نهاية القصيدة؛ يُلمّحُ الشاعر أنه عندما صعدَ التل كانت الموسيقى قد حفرت ثقبا في قلبه رغم توقفِ الشابة عن الغناء؛ إما لأنها قد أنهت عملها أو لأن فكرة ما قد خطرت لها.